# Sansevieria raffillii
Espèce
Classification APG III (2009)
Sansevieria raffillii, également appelée Dracaena raffillii, est une espèce de plantes de la famille des Liliaceae et du genre Sansevieria.

## Description
Plante succulente, Sansevieria raffillii est une espèce de sansevières à feuilles longues (de 65 à 150 cm) et lisses, de couleur verte à vert-foncé avec des striures dans les tons plus clairs, et présentant des bords brunâtres à rougeâtres. Elles poussent à raison de seulement une à deux feuilles par pied.
Elle a été identifiée comme espèce à part entière en 1915 par le botaniste britannique Nicholas Edward Brown.
Sansevieria raffillii peut être confondue avec Sansevieria dawei qui est cependant plus grande et ne présente quasiment pas de striures pour les feuilles plus âgées.

## Distribution et habitat
L'espèce est présente dans le sud de l'Afrique orientale au Kenya, en Tanzanie et en Ouganda poussant dans les zones rocheuses des savanes et forêts sèches entre 0 et 2 000 m d'altitude,.

## Synonymes et cultivars
L'espèce présente des variétés synonymes :
- Sansevieria raffillii var. glauca (Brown, 1915)
- Sansevieria raffillii var. pulchra (Brown, 1915) reclassifiée comme Sansevieria kirkii (Baker, 1887)
- Sansevieria raffillii var. raffillii (Brown, 1915)